# A Mohawk's Way
A Mohawk's Way è un cortometraggio muto del 1910 diretto da David W. Griffith.

## Produzione
Il film fu prodotto dalla Biograph Company e venne girato a Delaware Water Gap, nel New Jersey.

## Distribuzione
Distribuito dalla Biograph Company, il film - un cortometraggio di una bobina - uscì nelle sale cinematografiche statunitensi il 12 settembre 1910.